# Porta de Ca l'Elvira
Porta de Ca l'Elvira és una obra de la Selva de Mar (Alt Empordà) inclosa a l'Inventari del Patrimoni Arquitectònic de Catalunya. És la porta d'accés de la fonda de ca l'Elvira, situada dins del nucli urbà de la població de la Selva de Mar. La porta dona accés a l'interior de l'edifici des del carrer de Baix, gairebé a la cantonada amb el carrer Pont del Molí.

## Descripció
Estreta porta d'arc rebaixat bastida amb quatre dovelles de marbre i amb els muntants també amb carreus del mateix material. Procedeixen d'una arquivolta romànica reaprofitada. A cada dovella hi ha una bola o relleu semiesfèric, el qual presenta uns ressalts a manera de cintes que s'entrecreuen. Tot l'espai visible dels carreus dels muntants i l'entorn dels relleus de les arquivoltes han estat tractades tardanament amb martell de buixarda (és un detall que pot haver fet passar desapercebudes aquestes peces romàniques).

## Història
L'edifici de Ca l'Elvira, avui hostal i fins als anys trenta Casino Republicano - Federal, pertany o pertanyia a la casa pairal de Can Vives, situada a pocs metres. A la seva façana del Camp de l'Obra hi ha una portada emmarcada també amb peces d'arquivoltes romàniques. A l'interior de Can Vives s'hi guarden altres dovelles soltes, dues de les quals tenien el tema de les boles o semiesferes, però llurs relleus són malmesos. Totes aquestes peces del segle xii procedeixen, amb seguretat, del monestir de Sant Pere de Rodes i, molt probablement, de la portada monumental de la seva església esculpida pel "Mestre de Cabestany", ara totalment espoliada. Segons ens ha informat l'actual propietari de Can Vives a la seva casa també hi hagué, temps enrere, les dovelles de Ca l'Elvira; fou el seu pare qui feu decorar amb aquestes peces les dues portes esmentades (la de Can Vives i la de Ca l'Elvira). Afirma, així mateix, que el conegut relleu de la Vocació de Sant Pere del Mestre de Cabestany, s'havia guardat també a Can Vives, anys abans que ingressés al Museu Marés on ara es troba.
Els monjos de Sant Pere de Rodes abandonaren l'antic cenobi, per traslladar-se a Vila-sacra, l'any 1798 i el 1809 la comunitat passà a residir a Figueres i s'extingí el 1835. L'espoliació del monument fou important sobretot a partir de l'exclaustració, encara que n'hi hagués precedents, i durà tot el segle xix i inicis del xx.
L'edifici on es troba la porta és actualment un restaurant (antigament una fonda) on hi resideix al mateix temps la família al primer pis. És anomenat Restaurant Ca l'Elvira i fou fundat l'any 1949. A l'interior posseeix una gran sala amb notable encavallada de fusta. Als baixos i al costat que dona al carrer de Baix hi resten elements del trull d'oli que hom anomenava "el Trull d'En Vives".